# Leó Popper
Leó Popper (* 11. November 1886 in Budapest; † 22. Oktober 1911 in Görbersdorf) war ein ungarischer Maler, Komponist und Kunsthistoriker. Er schrieb Essays zur ästhetischen Theorie und Philosophie. Er war Sohn des Cellisten und Komponisten David Popper und ein enger Freund des ungarischen Philosophen Georg Lukács.

## Leben
Seine Mutter Olga Löbl-Popper war die älteste Tochter einer jüdischen, Prager Kaufmanns Familie. Sie starb im Konzentrationslager Theresienstadt, wohin sie 77-jährig deportiert wurde. Mitglieder ihrer Familie haben 2023 in Wien einen Stein der Erinnerung für sie gelegt. Der Vater Leo Poppers, der Cellist und Komponist David Popper, zog mit der Geburt seines Sohnes nach Budapest. Leo Popper maturierte 1905 und besuchte sowohl die Musikakademie als auch die Akademie der Bildenden Künste. 1906 nahm er bei der Frauenbacher Malerschule („nagybányai művésztelep“) teil.
Er war Teil der Künstlergruppe „Die Acht“.
Popper starb 1911 an Tuberkulose.

## Schaffen
Popper setzte sich in seinen Essays mit Paul Cézanne, Vincent van Gogh, Auguste Rodin und Aristide Maillol, als auch mit der Volkskunst auseinander. Besonders konzentrierte er sich auf die niederländische Malerei am Übergang vom 16. zum 17. Jahrhundert und die Werke von Hercules Seghers und Pieter Bruegel dem Älteren. In seiner Rezension zu Wilhelm Hausensteins Buch, der historisch interpretiert, rückt Popper die „bildtektonische Schwere“ ins Zentrum und sieht dabei eine Parallele zu Bildern Paul Cézannes. Er entwickelt den Begriff des Teiges um die Plastizität der beiden zu fassen. Dieses Modell, welches Popper später in Allteig umbenennt, übernimmt Lukács in seiner Heidelberger Philosophie der Kunst.
Ein weiteres wichtiges Theorieelement liegt in dem „notwendigen Missverständnis“ zwischen Werk und Interpretation.
Popper war einer der Vermittler der kunst- und architekturtheoretischen Diskussionen der von Karl Kraus gegründeten Zeitschrift Die Fackel in den ungarischen Sprachraum.

## Werke
- Dialógus a művészetről, 1906 (erste Schrift).
- Peter Brueghel der Ältere, 1910 (erste wichtige Studie).
- Schwere und Abstraktion Brinkmann & Bose, Berlin 1987. (Sammelband u. a. mit den Schriften Dialog über Kunst und Peter Brueghel der Ältere.) Hrsg. von Philippe Despoix und Lothar Müller, aus dem Ungarischen übersetzt von Anna Gara-Bak. ISBN 3-922660-27-4.
- Dialógus a művészetről. Popper Leó és Lukács György levelezése (Briefwechsel von Popper und Lukács) T-Twins K., Budapest 1993. (ungarisch) ISBN 963-7977-16-3.